# Benjamin van Leer
Benjamin van Leer (sinh ngày 9 tháng 4 năm 1992) là một cầu thủ bóng đá chuyên nghiệp người Hà Lan, hiện đang chơi ở vị trí thủ môn cho NAC Breda, mượn từ Ajax, ở Eredivisie. Trước đây anh từng chơi cho Jong PSV và Roda JC Kerkrade.
Sinh ra ở Houten, Hà Lan, Van Leer là người gốc Indonesia Maluku.

## Sự nghiệp
Vào tháng 6 năm 2017, van Leer đã gia nhập Ajax trong một hợp đồng bốn năm từ Roda JC Kerkrade. Phí chuyển khoản được trả cho Kerkrade được báo cáo là € 700.000 euro.